# Francesco Gabbani
Francesco Gabbani (né le 9 septembre 1982 à Carrare) est un chanteur, auteur-compositeur et multi-instrumentiste italien.
Il connaît le succès lors de sa participation au Festival de Sanremo 2016 avec le titre Amen, où il est vainqueur dans la catégorie Nuove Proposte (« Nouvelles Propositions ») et remporte pour ce titre le Prix de la Critique du festival de Sanremo Mia-Martini. En 2017, il participe de nouveau au Festival de Sanremo dans la catégorie des Big, avec la chanson Occidentali's Karma, et remporte la victoire. Il est ainsi désigné comme représentant de l'Italie au Concours Eurovision de la Chanson 2017 qui s'est déroulé à Kiev, et où il a terminé à la 6e place.
Ses deux victoires consécutives au Festival de Sanremo, en font le premier chanteur de l'histoire du festival à être vainqueur dans les deux catégories principales du festival, consécutivement. En outre, après la sortie de 3 albums studio et de 14 singles, il a obtenu en Italie sept disques de platine et quatre disques d'or de la FIMI.

## Biographie
Francesco Gabbani est né à Carrare en Toscane, le 9 septembre 1982. Il est fils d'une famille propriétaire d'une boutique d'instruments de musique, et s'intéressera très jeune à la musique. Il a commencé à jouer de la batterie, mais ressent vite le besoin d'apprendre à jouer d'un instrument qui lui permettrait d'écrire des chansons, comme la guitare, qu'il étudiera pendant quelques années entre l'enfance et l'adolescence. Il joue aussi du piano et de la basse, et a travaillé comme ingénieur du son et technicien de la scène.
Avant de terminer ses études au Lycée classique E. Repetti de Carrare, à dix-huit ans, il a signé son premier contrat et a enregistré avec le projet Trikobalto un album produit par Alex Neri et Marco Baroni de Planet Funk. Les clips des deux singles vont passer sur les grandes chaînes de télévision musicale et permettre à Trikobalto de se produire dans les plus grands festivals italiens, y compris le Heineken Jammin' Festival, de participer à la soirée de l'émission Rock TV, et de faire l'ouverture de la seule date d'Oasis à la BlueNote de Milan.
En 2010, dans le sillage du succès de son premier album, Trikobalto sort son deuxième album Necessità primarie, produit par Marco Patrignani. S'ensuit une tournée en France, et la réalisation du clip de Preghiera maledetta. Trikobalto est choisi en tant que supporter de l'unique date italienne de groupe gallois Stereophonics, et est parmi les invités du Palafiori de Sanremo durant l'édition 2010 du Festival de Sanremo. Au printemps, Francesco Gabbani quitte le groupe et signe un nouveau contrat pour la production de son premier projet solo,.
Durant l'été 2011, sort le single Estate, et à l'automne, le clip de Maledetto amore, chanson extraite de la bande originale du film L'amore fa male de Mirca Alto. En 2013, il sort son premier album solo officiel Greitist Iz, duquel sont extraits les singles I dischi non si suonano et Clandestino. En 2015, il a commencé à collaborer avec BMG Rights Management, en qualité d'auteur-compositeur, et signe un contrat d'exclusivité.
En 2016, il remporte le Festival de Sanremo dans la catégorie Nuove Proposte (« Nouvelles Propositions ») avec la chanson Amen. Il commence alors la tournée promotionnelle #gabbatour, au cours de laquelle il va réaliser l'ouverture du concert d'Anastacia à Carpi pendant le Summer Festival, et fera un duo avec elle dans I Belong to You,.

### Sanremo 2016 et l'albumEternamente ora
À l'automne 2015, Francesco Gabbani se présente à la 8e édition du concours Sanremo Giovani avec la chanson Amen, composé par le chanteur-compositeur-interprète Fabio Ilacqua, qu'il remporte lui permettant d'être admis de droit au 66e Festival de Sanremo, dans la catégorie Nuove Proposte. Après avoir réussi les éliminatoires il est admis à la finale, qui a lieu le 12 février, et se classe à la 1re place. Il remporte ainsi le festival dans la catégorie Nuove Proposte et reçoit également le Prix de la critique Mia Martini, le Prix Sergio Bardotti du meilleur texte, et le Prix Emanuele Luzzati.
Dans les mois suivant sa victoire à Sanremo, son titre est devenu un succès commercial, atteignant la quatorzième position du classement en Italie, et a été certifié disque d'or en avril 2016 par la FIMI, pour avoir dépassé les 25 000 exemplaires vendus. Huit mois après le festival, il est certifié disque de platine avec plus de 50 000 exemplaires vendus.
Le 12 février 2016, Francesco Gabbani sort son deuxième album studio Eternamente ora, dont le single Amen est extrait. Suivra le single In equilibrio, sorti le 9 septembre 2016.
Il signe ensuite la bande originale du film Poveri ma ricchi (adaptation du film français Les Tuche) de Fausto Brizzi, avec Christian De Sica et Enrico Brignano, sorti dans les salles le 15 décembre 2016. Parmi les chansons du film, il y a aussi Foglie al gelo, single sorti le 9 décembre 2016.
Cette même année, il a travaillé en tant qu'auteur pour d'autres artistes, en collaboration avec Fabio Ilacqua, sur la chanson L'amore sa de Francesco Renga, issue de l'album Scriverò il tuo nome, publié le 15 avril 2016. Il a aussi écrit, composé et co-organisé avec Celso Valli la chanson Il bambino col fucile, interprété par Adriano Celentano et incluse dans l'album Le migliori, publié le 11 novembre 2016.

### Sanremo 2017 et le Concours Eurovision de la chanson 2017
Le 12 décembre, Carlo Conti annonce la participation de Francesco Gabbani au Festival de Sanremo 2017, dans la section des Big avec la chanson Occidentali's Karma, composé par les chanteurs-compositeurs-interprètes Filippo Gabbani, Fabio Ilacqua et Luca Chiaravalli. Le danseur Filippo Ranaldi a également participé, notamment pour la chorégraphie, dans laquelle il apparaît vêtu d'un costume de gorille. Le 11 février 2017, Gabbani remporte le 67e Festival de Sanremo, pour la deuxième année consécutive, face à Fiorella Mannoia avec Che sia benedetta, et Ermal Meta et son titre Vietato morire,,.
Le single Occidentali's Karma, sorti le 9 février 2017, rencontre un grand succès commercial à la fois en Italie - où il atteint et conserve la première place du classement pendant deux semaines consécutives - et à la fois en Europe, en entrant dans le classement de quatorze autres pays. Une semaine après sa publication, la chanson est certifiée disque d'or par la FIMI, après s'être écoulé à plus de 25 000 exemplaires, la semaine suivante elle est certifiée disque de platine après avoir dépassée les 50 000 exemplaires vendus, et enfin un mois plus tard, elle obtiendra un double disque de platine après s'être vendue à plus de 100 000 exemplaires. En outre, le clip d'Occidentali's Karma a été visionné 4 353 802 fois sur Vevo en seulement 24 heures, battant ainsi le record du nombre de vues en un jour pour un clip d'un artiste italien. Près de trois mois plus tard, le 24 avril 2017, ce même clip dépassera la barre des 100 000 000 de vues,.
En qualité d'interprète de la chanson gagnante du Festival de Sanremo, Francesco Gabbani a été automatiquement désigné pour représenter l'Italie avec son titre au Concours Eurovision de la Chanson 2017, qui s'est déroulé à Kiev en Ukraine. Le 24 février 2017, il déclare officiellement au cours de l'émission Standing Ovation, qu'il chantera son titre entièrement en italien lors du concours.
Le 28 avril 2017, Francesco Gabbani sort son 3e album studio intitulé Magellano, qui contient notamment les titres Occidentali's Karma, Foglie al gelo, Susanna, Susanna, reprise d'Adriano Celentano, ainsi que son nouveau single Tra le granite E le granate,. Dans la foulée il entame une tournée promotionnelle de l'album dans plusieurs villes en Italie, dont Rome le soir même, Milan, Turin, et Campi Bisenzio près de Florence. Il a également participé au traditionnel concert du 1er mai pour la Fête du Travail à Rome, promu par les trois syndicats italiens CGIL, CISL, et UIL,,.
Jusqu'au soir du 13 mai 2017, date de la finale du Concours Eurovision de la chanson 2017, il est désigné comme le grand favori, notamment par les bookmakers — bien qu'il ait perdu la première place des bookmakers la veille de la finale — et les différentes antennes nationales de l'Organisation générale des amateurs de l'Eurovision|Organisation générale des amateurs de l'Eurovision (OGAE), dont il remporte la première place du classement. Finalement l'Italie obtiendra la 6e place avec 334 points, derrière la Suède. Durant l’émission, sa prestation sera particulièrement remarquée pour le danseur en costume de gorille (la "Scimmia nuda", allusion à l'ouvrage éponyme de Desmond Morris) qui l'accompagne sur scène.

## Discographie

### Albums

#### Albums studio
- 2013 - Greitist Iz
- 2016 - Eternamente ora
- 2017 - Magellano[27]
- 2020 - Viceversa
- 2022 - Volevamo solo essere felici

#### Albums live
- 2017 - Sudore, fiato, cuore - Live Magellano Tour 2017[28]

### Singles
- 2011 - Italia 21
- 2011 - Estate
- 2011 - Maledetto amore
- 2012 - Svalutation
- 2013 - I dischi non si suonano
- 2013 - Clandestino
- 2016 - Amen
- 2016 - Eternamente ora
- 2016 - In equilibrio
- 2016 - Foglie al gelo
- 2017 - Occidentali's Karma
- 2017 - Tra le granite E le granate
- 2017 - Pachidermi e pappagalli
- 2019 - È un’altra cosa[29],[30]
- 2020 - Viceversa
- 2023 - L’abitudine
- 2024 - Frutta malinconia

### Participations
| Année | Titre                 | Artiste           | Album                |
| ----- | --------------------- | ----------------- | -------------------- |
| 2016  | L'amore sa            | Francesco Renga   | Scriverò il tuo nome |
| 2016  | Il bambino col fucile | Adriano Celentano | Le migliori          |

## Prix
- Festival de Sanremo 2016
  - Lauréat dans la catégorie "Nuove Proposte" avec le titre Amen
  - Prix Emanuele Luzzati, section "Nuove Proposte" (pour le titre Amen)
  - Prix de la Critique du Festival de la chanson italienne Mia Martini dans la section "Nuove Proposte" (pour le titre Amen)
  - Prix Sergio Bardotti du meilleur texte, dans la section "Nuove Proposte" (pour le titre Amen)
- Festival de Sanremo 2017
  - Vainqueur du festival avec le titre Occidentali's Karma
  - Prix TIMmusic (attribué à la chanson Occidentali's Karma, pour le titre le plus écouté en streaming parmi ceux à atteindre la finale du festival)[31]
- Concours Eurovision de la chanson 2017
  - Prix de la Presse Marcel-Bezençon[32]
- Wind Music Awards 2017
  - Prix pour le quadruple disque de platine du titre Occidentali's Karma
  - Prix pour le disque d'or de l'album Magellano[33]